# أنطوني ستيوارت (مدرب كرة سلة)
أنطوني ستيوارت (بالإنجليزية: Anthony Stewart) هو مدرب كرة سلة أمريكي، ولد في 15 أبريل 1970 في آكرون في الولايات المتحدة.